# 上奏
上奏（じょうそう）とは、天子（皇帝・天皇）に意見・事情等を申し上げることである。奏上ともいう。

## 日本

### 律令制度(奈良時代・平安時代)
日本の律令制における上奏は、訴訟に関する上表について公式令訴訟条に規定されていたものの、太政官が実質的な終審裁判所として機能していたために少なく、対して政事（特に人事考課）に関する上表が多かった。政事に関する上表は、三省申政（中務省（女官事案）・式部省（文官事案）・兵部省（武官事案）の所管する人事・叙任・賜禄）が中心とされた。政治の中心が、天皇の祭儀空間としての紫宸殿から、天皇の日常空間としての清涼殿へ移るにつれ、上奏の形式も、律令制以前からの伝統として女官が取次役として介在していた「闈司奏（いしそう）」あるいは「内侍伝奏（ないしてんそう）」に代わり、天皇の秘書官たる蔵人が取り次ぐ「清涼殿奏」（特に「蔵人伝奏」）が定着した。

### 大日本帝国憲法
大日本帝国憲法の下では、官庁・帝国議会等が天皇に希望・意見を上奏した。奏聞（そうもん）を参照。
公文式（明治19年勅令第1号）第二条では、法律・勅令の公布について上奏する旨が規定されていた。閣令については内閣総理大臣が発するとされていたため、上奏の対象に規定されていなかった。法律の制定、勅令の発布という大権事項について、内閣（内閣総理大臣・各省大臣）の介在が制度化された中で、上奏は大権行使の過程の一部として位置付けられていた。
一般臣民が天皇に意見、願意を開陳するのは請願であり、これは請願令による。
奏上は、法律上の根拠がなければならないとされた。単に事実上のこと、たとえば軍司令官の軍状の報告を、天皇の耳に入れることは上奏ではなく、「伏奏」ともいう。
1. 国務大臣によってなされる上奏 - 国務大臣、各省大臣は随時、その国務、政務および自分が主管する行政事務について参内して上奏することができる。
2. 議院によってなされる上奏 - 国務大臣を経由することなく宮内大臣を通じてあるいは議長が拝謁して直接に議院の意見を上奏することができる。その内容は法律上の制限は無く、たんに儀礼に属するものも、政治上の意義を有するものもある。
3. 帷幄上奏
4. 会計検査院によってなされる上奏 - 会計検査院は国家の会計すなわち官金の収支、官有物および国債に関する計算を検査、確定し、検査の成績を上奏することができる。

### 日本国憲法
天皇は、法律・政令等を公布し（日本国憲法第7条第1号）、国会召集・衆議院解散の詔書を発する（同2・3号）。
日本国憲法における上奏は、国政に関する権能を有さない天皇が行う国事行為について、内閣の助言・承認を手続化したものと位置付けられる（同3条、同4条）。
法律・政令等に関する上奏の一般的な手順は、以下のとおりである。衆議院解散に関する上奏については、「衆議院解散」を参照。
1. 法律・政令等の公布が閣議決定された後、奏上される文書[7]を「上奏箱」（漆塗りの箱）に収める。
2. 内閣官房内閣総務官室の職員が、宮内庁の侍従職の事務室に上奏箱を運ぶ。
3. 宮殿の「侍従候所（じじゅうこうしょ）」（当直侍従の控室）に上奏箱が運ばれ、上奏文書の内容が確認される。
4. 宮殿の「表御座所（おもてござしょ）」（天皇の執務室）に上奏文書が運ばれ、天皇が署名する（親署）。御璽（法律・政令等の場合）および国璽（勲記等の場合）は、侍従職が押捺する。上奏に対して天皇が承認して決定する行為を「裁可」という。天皇は、その承認をあらわすため上奏文書に対し、種別ごとに、「可」、「証」、「覧」、「聞」などの文字が篆刻された印章を押印することで表示される。
5. 内閣官房内閣総務官室の職員が再び宮内庁に赴き、公布文書を上奏箱とともに内閣官房に持ち帰る。

現憲法下の公的場面（法令条文その他）では、動詞として用いる場合には「奏上（そうじょう）する」と表記され、「上奏する」との表現は用いられない。「上奏」は上述の「上奏箱」のような名詞的用途に限られる。
この外、国政について天皇が報告を受ける行為として「内奏」がある。これは、内閣総理大臣・国務大臣がその所管事項について説明したり、衆議院議長・参議院議長が国会の会期終了後に審議経過・結果について説明したりすることである。

### 歴史的な上奏文の一覧
- 北畠顕家上奏文（延元3年/暦応元年5月15日（1338年6月3日））：北畠顕家から後醍醐天皇へ
- （偽書）田中上奏文（昭和2年（1927年））：田中義一から昭和天皇へ
- 近衛上奏文（昭和20年（1945年）2月14日）：近衛文麿から昭和天皇へ

## 中国
中華王朝の官僚は、上奏の権限を利用して権力を掌握していた。上奏の内容をめぐってしばしば権力闘争が起こった。
唐の律令制における上奏は、意見封事の上表（政事に関する上奏）と訴訟の上表（訴訟に関する上奏）とに大別される。訴訟の上表については、公式令訴訟条に拠れば、尚書省の判決に不服である場合、三司（御史台侍御史、門下省給事中、中書舎人の3者）による会審（合同の審査）で認められたものは、三司の陳訴を通じて皇帝に上訴することができたとされる。